# Plesiopenaeus coruscans
Plesiopenaeus coruscans är en kräftdjursart som först beskrevs av James Wood-Mason 1891.  Plesiopenaeus coruscans ingår i släktet Plesiopenaeus och familjen Aristeidae. Inga underarter finns listade i Catalogue of Life.